# Deportivo Portugués
Club Deportivo Portugués war ein venezolanischer Fußballverein aus Caracas. Der Verein wurde 1958 gegründet und 1985 aufgelöst. Deportivo Portugués wurde 1958, 1960, 1962 und 1967 venezolanischer Fußballmeister.

## Geschichte
Der Fußballverein Club Deportivo Portugués wurde 1958 in Caracas, der Hauptstadt Venezuelas, von Einwanderern aus Portugal gegründet. Gleich im ersten Jahr seines Bestehens gewann der Verein die venezolanische Fußballmeisterschaft. In der Primera División Venezuelas 1958 wurde der erste Platz mit einem Punkt Vorsprung auf Deportivo Español belegt. Nachdem man im Folgejahr eben jenen die Meisterschaft überlassen musste, gelang 1960 der zweite Gewinn der venezolanischen Fußballmeisterschaft durch einen Finalsieg (vor der Saison wurde der Modus in eine K.o.-Form umgewandelt) gegen Deportivo Español. Insgesamt zählte Deportivo Portugués zusammen mit Deportivo Español und Deportivo Italia, dem heutigen Deportivo Petare, zu den großen Mannschaften der Anfangszeit von Venezuelas Profiliga. Zwei Jahre nach der zweiten Meisterschaft wurde die Primera División 1962 erneut gewonnen. Dies gelang durch einen Sieg im Finalspiel um die Meisterschaft gegen Universidad Central, nachdem beide Teams nach Ablauf aller Spieltage punktgleich waren. In der Folgezeit dauerte es bis ins Jahr 1967, ehe noch einmal die Meisterschaft gewonnen werden konnte. Diesmal belegte Deportivo Portugués den ersten Platz mit einem Vorsprung von sieben Punkten auf Deportivo Galicia. Durch diesen Erfolg war der Verein startberechtigt für die Copa Libertadores 1968. Bei dem Turnier überstand man als erster venezolanischer Verein überhaupt die Gruppenphase als Zweiter hinter Palmeiras São Paulo und vor Náutico Capibaribe und Deportivo Galicia und war für die zweite Runde qualifiziert, wo dann das Aus gegen Peñarol Montevideo, Sporting Cristal und Emelec Guayaquil kam. 
Die Saison 1967 war die letzte richtig erfolgreiche für Deportivo Portugués. Danach konnte kein weiterer Meistertitel gewonnen werden. Einzig 1972 gelang noch der Sieg in der Copa Venezuela, dem venezolanischen Pokalwettbewerb, den man zuvor bereits 1959 gewann. Im Ligabetrieb konnte sich Deportivo Portugués noch einige Zeit in der Primera División halten, ehe 1979 nach einigen Jahren mit schlechten Platzierungen der Abstieg in die zweite Liga kam. Davon konnte sich der Verein nicht mehr erholen und er bekam große finanzielle Probleme. Im Jahre 1985 erklärte sich der viermalige venezolanische Meister für bankrott, die Mannschaft wurde vom Spielbetrieb ausgeschlossen und der Verein aufgelöst. Viele Spieler schlossen sich daraufhin Marítimo Caracas, ebenfalls portugiesischen Ursprungs, an.

## Erfolge
- Primera División: 4× (1958, 1960, 1962, 1967)

- Copa Venezuela: 2× (1959, 1972)

- Teilnahme an der Copa Libertadores: 1×

1968 zweite Gruppenphase